# Kurt Schober
Kurt Schober (* 6. September 1917 in Nukuʻalofa, Tonga; † 12. Juli 2003 in Herford) war ein deutscher Volkswirt, Verleger und Politiker (CDU).

## Leben
Kurt Schobers Familie entstammt einer Buchhändler- und Buchbinderfamilie aus der Herforder Bäckerstraße. Sein Vater Ludwig Adam Schober ging 1898 als Verwalter einer Kokosnuss-Plantage, die er von einem Freund der Familie übernommen hatte, auf die Tongainseln. Seine Frau Emma folgte 1902. 1917 wurde Kurt Schober als dritter Sohn der Familie in der Hauptstadt Nukuʻalofa geboren. Während sein Vater dort blieb, lebte Kurt mit seiner Mutter und den Geschwistern seit 1922 in Herford. Hier heiratete er Ilse Leight († 2007), die aus der Herforder Süßwarenfabrik Kiel & Schmahl stammte. Sie bekamen drei Kinder.

## Ausbildung und Beruf
Nach dem Abitur 1937 an der damaligen Oberrealschule in Herford (heute Ravensberger Gymnasium) nahm Schober ein Studium der Völkerkunde sowie der Wirtschafts- und Sozialwissenschaften in Hamburg, Berlin und München auf, das er mit dem Examen als Diplom-Volkswirt und anschließender Promotion zum Dr. rer. pol. beendete. Von 1939 bis 1945 nahm er als Soldat am Zweiten Weltkrieg teil. Zuletzt geriet er in sowjetische Gefangenschaft, aus der er Ende 1945 entlassen wurde.
Nach seiner Rückkehr aus der Kriegsgefangenschaft war Schober von 1946 bis 1948 als Assistent bei einem Wirtschaftsprüfer tätig. Im Anschluss war er Mitbegründer des Maximilian-Verlags, eines Fachverlages für Verwaltung, Wirtschaft, Sicherheits- und Militärpolitik. Seit der Gründung des Unternehmens wirkte er als Verleger.
In mehrfacher Auflage erschien von ihm seit 1949 Grundfragen der Volkswirtschaftslehre. Seine breite Bildung erwies sich in der 1980 veröffentlichten Biographie über Theodor Fontane In Freiheit dienen, die besonders die politisch-gesellschaftlichen Fragen in Fontanes Leben und Werk herausarbeitet.

## Partei
Schober schloss sich 1946 der Jungen Union an, trat 1947 in die CDU ein und war von 1952 bis 1969 Vorsitzender des CDU-Kreisverbandes Herford-Stadt und -Land. 1961 wurde er in den Landesvorstand der CDU Westfalen-Lippe gewählt.

## Abgeordneter
Schober war bis 1990 Ratsmitglied der Stadt Herford. Dem Deutschen Bundestag gehörte er von 1965 bis 1972 an. Er war in beiden Wahlperioden über die Landesliste Nordrhein-Westfalen ins Parlament eingezogen. Von 1969 bis 1972 war er stellvertretender Vorsitzender des Bundestagsausschusses für Bildung und Wissenschaft.

## Öffentliche Ämter
Schober amtierte von 1961 bis 1975 als Oberbürgermeister der bis 1969 kreisfreien Stadt Herford. Nach der Gebietsreform war er bis 1984 Bürgermeister der Stadt. Auch während der sozial-liberalen Koalition in Bonn stützte er sich auf ein bürgerliches Bündnis aus CDU und FDP im Stadtrat. Bei den Kommunalwahlen 1984 scheiterte die FDP an der 5 %-Hürde, die CDU verfehlte um 41 Stimmen (bei 65.000 Einwohnern) die absolute Mehrheit. Bis zur nächsten Wahl 1989 amtierte Schober noch als Stellvertreter des von einer rot-grünen Mehrheit gewählten Nachfolgers Gerhard Klippstein.
Mitte der 1960er-Jahre setzte er sich für Herford als Standort der ostwestfälischen Universität ein, konnte aber die Entscheidung zugunsten der Stadt Bielefeld nicht verhindern.

## Ehrungen
- 1973: Verdienstkreuz 1. Klasse der Bundesrepublik Deutschland[2]
- 1990: Verdienstorden des Landes Nordrhein-Westfalen[3]
- Ehrendoktorwürde der Universität Bielefeld
- Ehrenmitglied der Westfälisch-Lippischen Universitätsgesellschaft
- Ehrenbürger der Stadt Herford